# Мэриборо (Квинсленд)
Мэриборо (англ. Maryborough) — город в Австралии. Расположен на реке Мэри в юго-восточной части Квинсленда, примерно в 250 км от Брисбена, административного центра штата. Согласно переписи 2006 года, численность населения Мэриборо составляла 21 501 человек.

## Население
По данным переписи населения 2006 года, в городе проживало 21 501 человек. Показатели по половым категориям в городе были следующие: 10 448 мужчин и 11053 женщины. Показатели по возрастным категориям: 6,3 % жителей до 4 лет, 14,1 % жителей от 5 до 14 лет, 11,4 % жителей от 15 до 24 лет, 35,9 % жителей от 25 до 54 лет, 32,3 % жителей старше 55 лет. Средний возраст составлял 41 год.
Национальный состав населения был 86,9 % австралийцев, 2,6 % англичан, 1,5 % новозеландцев и по 0,4 % шотландцев, филиппинцев и немцев. Доля жителей, родившихся за рубежом, составляла 7,8 %. Основным языком общения в городе (94,3 %) был английский язык. По религиозному составу: доля англиканцев составляла 22,6 %, атеистов — 18,5 %, католиков — 18,1 %, членов Объединённой церкви — 10,8 %.
Доля семей, в которых были дети, составляли 35,8 % жителей; доля бездетных семей — 43,5 %; доля неполных семей с хотя бы одним родителем — 19,1 %. Домашние хозяйства из одной семьи составляли 66,5 % всех домашних хозяйств Мэриборо.
Средний еженедельный доход на человека старше 15 лет — AUD$ 345. Уровень безработицы в Мэриборо в 2006 году составлял 8,9 %.

## История
Мэриборо является одним из старейших городов Квинсленда. В ранние колониальные годы он был вторым по значимости портом на восточном побережье Австралии после Сиднея. Кроме того, Мэриборо претендовал на статус столицы Квинсленда.
Датой основания города считается 1847 год, когда землемер Дж. Бернетт провёл исследование района, а Джордж Фербер основал здесь склад шерсти. Постепенно поселение превратилось в крупный порт, откуда вывозилась местная шерсть и другая продукция (в том числе, древесина, сахар, масло). В 1856 году с целью лучшего доступа кораблей в порт поселение было передвинуто ближе к устью реки Мэри, а в 1859 году Мэриборо превратился в крупный иммиграционный порт, куда прибывали тысячи новых колонистов. В 1861 году Мэриборо получил статус муниципалитета, а в 1905 году стал городом (англ. city).